# 10829 Matsuobasho
10829 Matsuobasho è un asteroide della fascia principale. Scoperto nel 1993, presenta un'orbita caratterizzata da un semiasse maggiore pari a 2,2624261 UA e da un'eccentricità di 0,1978297, inclinata di 7,84357° rispetto all'eclittica.